# Friends Provident Trophy
Die Friends Provident Trophy ist der bedeutendste One-Day Cricket-Wettbewerb der englischen First-Class County Clubs, an dem außer den 18 First-Class Counties auch andere Mannschaften, wie beispielsweise Schottland, Irland, die Niederlande oder sogenannte Minor County Teams teilnahmen. Er wurde bis 2005 im reinen Pokalsystem, also K.-o.-System, ausgetragen. Das Endspiel findet regelmäßig im August oder September auf Lord’s Cricket Ground statt.

## Geschichte
Der Wettbewerb hieß früher Gillette Cup (1963–1980), Natwest Trophy (1981–2000) und Cheltenham & Gloucester Trophy (2001–2006). Die Namensrechte hält heute der Versicherer Friends Provident. Er war der erste One-Day Cricket Wettbewerb für First-Class Cricket Mannschaften überhaupt. Anlass für seine Einführung waren die seit Jahren stark rückläufigen Zuschauerzahlen in der County Championship. Im Jahr zuvor wurde ein experimenteller Wettbewerb, der Midlands Cup, zwischen vier der First-Class Counties ausgetragen. In den ersten Jahren stieß die Idee eines Eintagespiels mit begrenzter Overzahl pro Innings noch auf große Ablehnung vieler traditioneller Cricketfans.
In der ersten Saison waren die Innings auf 65 Over begrenzt, ab 1964 nur noch auf 60 Over. Als Anpassung an den internationalen Standard gilt seit 1999 eine Begrenzung von 50 Over. 2005 wurde statt der traditionellen weißen, erstmals bunte Spielkleidung verwendet, und mit einem weißen anstelle des roten Balles gespielt. Der älteste One-Day-Wettbewerb ist damit gleichzeitig der letzte, der dem international längst üblichen Standard im One-Day Cricket folgt.
Im Jahr 2006 verlor die C&G Trophy ihr altes Format. Die 18 First-Class Teams plus Schottland und Irland wurden in eine Nord- und eine Südgruppe geteilt, die jeweiligen Sieger bestritten das mittlerweile traditionelle Endspiel auf Lord’s. Seit der Saison 2007 wird noch eine Halbfinalrunde dazwischengeschoben.
Die 20 teilnehmenden Mannschaften werden in der Saison 2008 in vier regionale Gruppen je fünf Teams eingeteilt. Die beiden ersten jeder Gruppe qualifizieren sich für das Viertelfinale.
Ab der Saison 2010 wurden die Friends Provident Trophy und die National League durch einen 40-Over-Wettbewerb mit Vorrundengruppen und Halbfinale ersetzt, der unter dem Namen Clydesdale Bank 40 läuft.

## Sieger
Friends Provident Trophy
- 2009 Hampshire besiegt Sussex mit 6 Wickets
- 2008 Essex besiegt Kent mit 5 Wickets
- 2007 Durham besiegt Hampshire mit 125 Runs

Cheltenham & Gloucester Trophy
- 2006 Sussex besiegt Lancashire mit 15 Runs
- 2005 Hampshire besiegt Warwickshire mit 18 Runs
- 2004 Gloucestershire besiegt Worcestershire mit 8 Wickets
- 2003 Gloucestershire besiegt Worcestershire mit 7 Wickets
- 2002 Yorkshire besiegt Somerset mit 6 Wickets
- 2001 Somerset besiegt Leicestershire mit 41 Runs

NatWest Trophy
- 2000     Gloucestershire besiegt Warwickshire mit 22 Runs (Duckworth-Lewis Method)
- 1999     Gloucestershire besiegt Somerset mit 50 Runs
- 1998     Lancashire besiegt Derbyshire mit 9 Wickets
- 1997     Essex besiegt Warwickshire mit 9 Wickets
- 1996     Lancashire besiegt Essex mit 129 Runs
- 1995     Warwickshire besiegt Northamptonshire mit 4 Wickets
- 1994     Worcestershire besiegt Warwickshire mit 8 Wickets
- 1993     Warwickshire besiegt Sussex mit 5 Wickets
- 1992     Northamptonshire besiegt Leicestershire mit 8 Wickets
- 1991     Hampshire besiegt Surrey mit 4 Wickets
- 1990     Lancashire besiegt Northamptonshire mit 7 Wickets
- 1989     Warwickshire besiegt Middlesex mit 4 Wickets
- 1988     Middlesex besiegt Worcestershire mit 3 Wickets
- 1987     Nottinghamshire besiegt Northamptonshire mit 3 Wickets
- 1986     Sussex besiegt Lancashire mit 7 Wickets
- 1985     Essex besiegt Nottinghamshire mit 1 Run
- 1984     Middlesex besiegt Kent mit 4 Wickets
- 1983     Somerset besiegt Kent mit 24 Runs
- 1982     Surrey besiegt Warwickshire mit 9 Wickets
- 1981     Derbyshire besiegt Northamptonshire aufgrund der weniger verlorenen Wickets

Gillette Cup
- 1980     Middlesex besiegt Surrey mit 7 Wickets
- 1979     Somerset besiegt Northamptonshire mit 45 Runs
- 1978     Sussex besiegt Somerset mit 5 Wickets
- 1977     Middlesex besiegt Glamorgan mit 5 Wickets
- 1976     Northamptonshire besiegt Lancashire mit 4 Wickets
- 1975     Lancashire besiegt Middlesex mit 7 Wickets
- 1974     Kent besiegt Lancashire mit 4 Wickets
- 1973     Gloucestershire besiegt Sussex mit 40 Runs
- 1972     Lancashire besiegt Warwickshire mit 4 Wickets
- 1971     Lancashire besiegt Kent mit 24 Runs
- 1970     Lancashire besiegt Sussex mit 6 Wickets
- 1969     Yorkshire besiegt Derbyshire mit 69 Runs
- 1968     Warwickshire besiegt Sussex mit 4 Wickets
- 1967     Kent besiegt Somerset mit 32 Runs
- 1966     Warwickshire besiegt Worcestershire mit 5 Wickets
- 1965     Yorkshire besiegt Surrey mit 175 Runs
- 1964     Sussex besiegt Warwickshire mit 8 Wickets
- 1963     Sussex besiegt Worcestershire mit 14 Runs

## Siege nach County 1963–2009
- Lancashire 7
- Gloucestershire 5
- Sussex 5
- Warwickshire 5
- Middlesex 4
- Somerset 3
- Yorkshire 3
- Essex 3
- Hampshire 3
- Kent 2
- Northamptonshire 2
- Derbyshire 1
- Durham 1
- Worcestershire 1
- Nottinghamshire 1
- Surrey 1

First-Class Counties, die noch nie gewonnen haben: Glamorgan und Leicestershire